# Driekoningeneilanden
De Driekoningeneilanden (Engels: Three Kings Islands, Maori: Manawatawhi) zijn een groep van dertien onbewoonde eilanden ongeveer 55 km ten noordwesten van Cape Reinga, het uiterste noordelijk punt van het Noordereiland van Nieuw-Zeeland.
Ze liggen op de scheiding van het zuidelijk deel van de Grote Oceaan en de Tasmanzee. De eilanden behoren tot de New Zealand Outlying Islands. Het gaat om grondgebied van Nieuw-Zeeland dat niet onderdeel uitmaakt van een regio of district maar onderdeel is van de Area Outside Territorial Authority, zoals alle eilanden rond Nieuw-Zeeland met uitzondering van de Solander Islands.
De Driekoningeneilanden zijn ontdekt door de Nederlandse ontdekkingsreiziger Abel Tasman.
Veruit het grootste van de eilanden is Great Island of King Island met een oppervlakte van 4,04 km². Het hoogste punt van dit eiland is 295 m hoog. 1 km ten noordoosten van dit eiland ligt het veel kleinere North East Island of Oromaki, 0,10 km² groot en met een maximale hoogte van 111 m. Deze twee eilanden behoren tot de Kinggroep. De Zuidwestelijke eilandengroep bevat onder meer South West Island of Moekawa dat met 0,38 km² het op een na grootste eiland is van de Driekoningeneilanden. De hoogste top hier is 207 m hoog en het eiland ligt 4,5 km ten zuidwesten van Great Island. De Princes Islands zijn zeven heel kleine eilandjes direct ten westen van South West Island. West Island of Ōhau is met 0,16 km² het op twee na grootste eiland, en ligt op zijn beurt weer 500 m ten zuidwesten van het meest westelijke van de Princes Islands. Hier is de maximale hoogte 177 m.

## Beschrijving
Samenvatting van Prehistoric Archaeological Sites on the Three Kings Islands door Bruce W. Hayward.

### Zuidwestelijk Eiland
South West Island, dat ongeveer 28 hectare beslaat en ovaal van vorm is, heeft een gevarieerde vegetatie die gedomineerd wordt door vlas, inheemse grassen en af en toe struiken. Het door kliffen omgeven eiland is moeilijk toegankelijk. De geologische samenstelling, voornamelijk grauwacke, vergelijkbaar met die van Great Island, laat een verscheidenheid aan klifstructuren zien. De beklimming onthult een verscheidenheid aan plantensoorten, met als hoogtepunt de top van het andesiet lavagesteente. De ornithologie van het eiland omvat een verscheidenheid aan landvogels zoals ijsvogels en parkieten, evenals een beperkte populatie stormvogels. Er zijn ook waarnemingen van andere diersoorten gedocumenteerd, zoals woelmuizen, weekdieren en insecten. Hoewel er geen bewijs is van eerdere Maori-bewoning, suggereren historische verslagen de komst van een Maori-familie. Door de introductie van geiten in 1889 konden ze niet overleven op het eiland.

### Noordoostelijk eiland
North East Island, onontdekt en zonder bekende eerdere landingen, wordt kort beschreven door Cheeseman als rotsachtig en steil, waardoor pogingen om de top te bereiken werden ontmoedigd. Echter, op een gunstige ochtend onthulde nauwkeurige verkenning vanaf een jacht moeilijke toegangspunten vanwege overhangende richels. Er werd met succes geland op de zuidelijke punt, met steile kliffen, mossen, korstmossen, sedges en verschillende plantensoorten. Het plateau herbergt een opmerkelijk puka bos, dat open en parkachtig is. Er zijn sporen gevonden van Maori-bezetting, wat erop wijst dat het eiland tot minstens 1793 bewoond was. De fauna van het eiland omvat een beperkt aantal inheemse vogels, stormvogelnesten, spreeuwen en merels. De landslakkensoort Placostylus bollonsi komt op het hele eiland voor en bewijs van Maori-aardewerken duidt op historische menselijke activiteit.

### Prinseseilanden
De Prinseseilanden, die een halve maan vormen tussen de Westelijke en Zuidwestelijke eilanden, bestaan uit vijf eilandjes en kleinere geïsoleerde rotsen. De grotere eilandjes hebben steile kliffen en een gemiddelde hoogte van ongeveer 30 meter en herbergen een schaarse vegetatie bestaande uit Disphyma australe, vlas, riet en onvolgroeide taupata (Coprosma repens). Een geslaagde landing op een eilandje onthult een verscheidenheid aan plantensoorten, terwijl er kolonies vogels, met name jan-van-genten en meeuwen, te zien zijn. De geologische structuur, geïdentificeerd als andesitische lava, wijst op een andere vulkanische oorsprong dan die van de grotere eilanden. Het ruige, driehoekige West-eiland is nog niet verkend vanwege ongunstige weersomstandigheden, maar de kustlijn wordt bestudeerd met het oog op een mogelijke landing. Er zijn struiken van puka (Meryta sinclairii), pohutukawa (Metrosideros excelsa), kanuka (Kunzea ericoides) en mogelijk Coprosma macrocarpa of Melicope ternata. Pogingen om een vuurtoren op West Island te plaatsen werden gedwarsboomd door de steile helling, dus werd er vertrouwd op het Cape Maria radiostation. De tekst eindigt met het erkennen van de expertise van Magnus Johnson en zijn team in het omgaan met kleine boten in moeilijke omstandigheden tijdens bezoeken aan de eilanden.

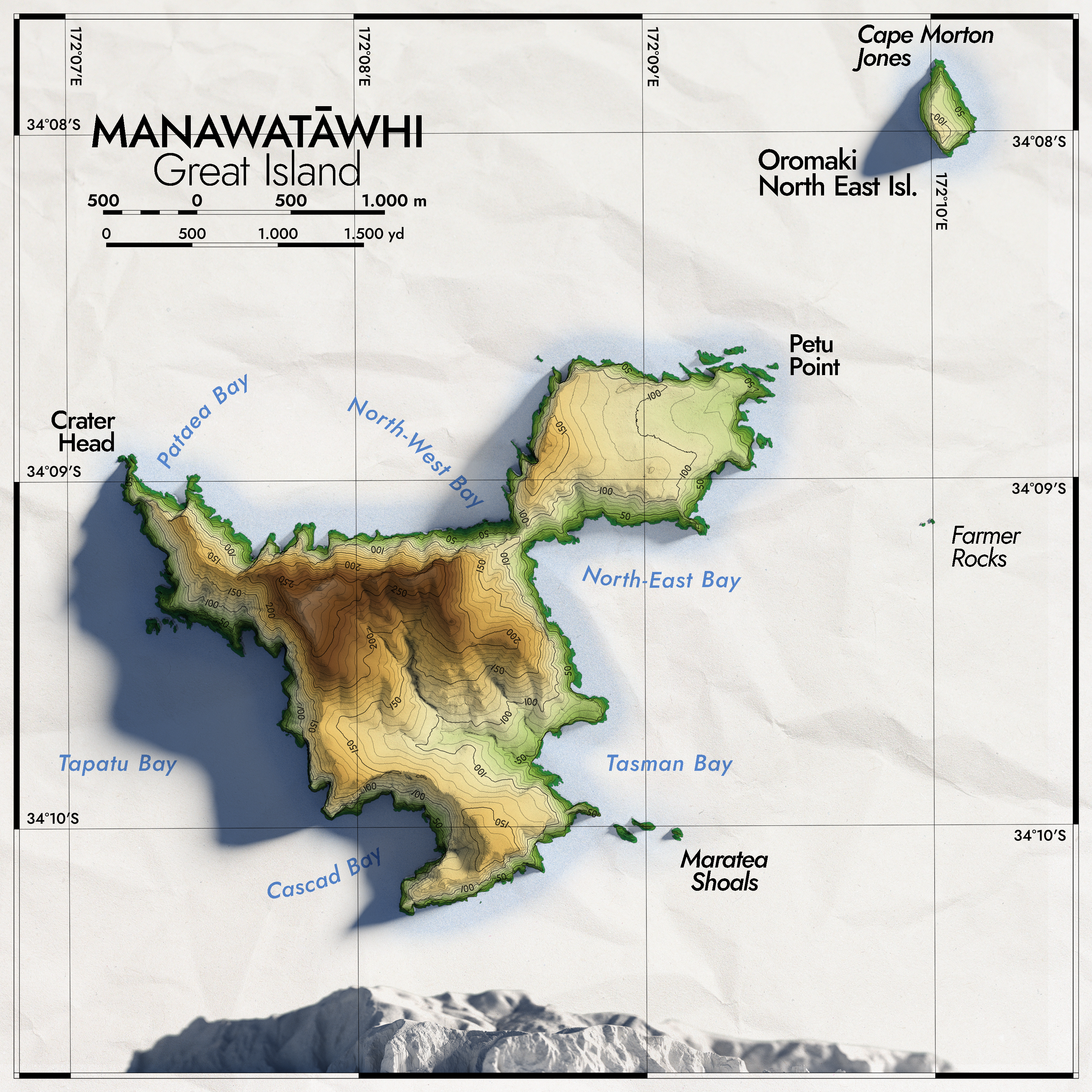
Kaart van het grote eiland van de Manawatawhi archipel

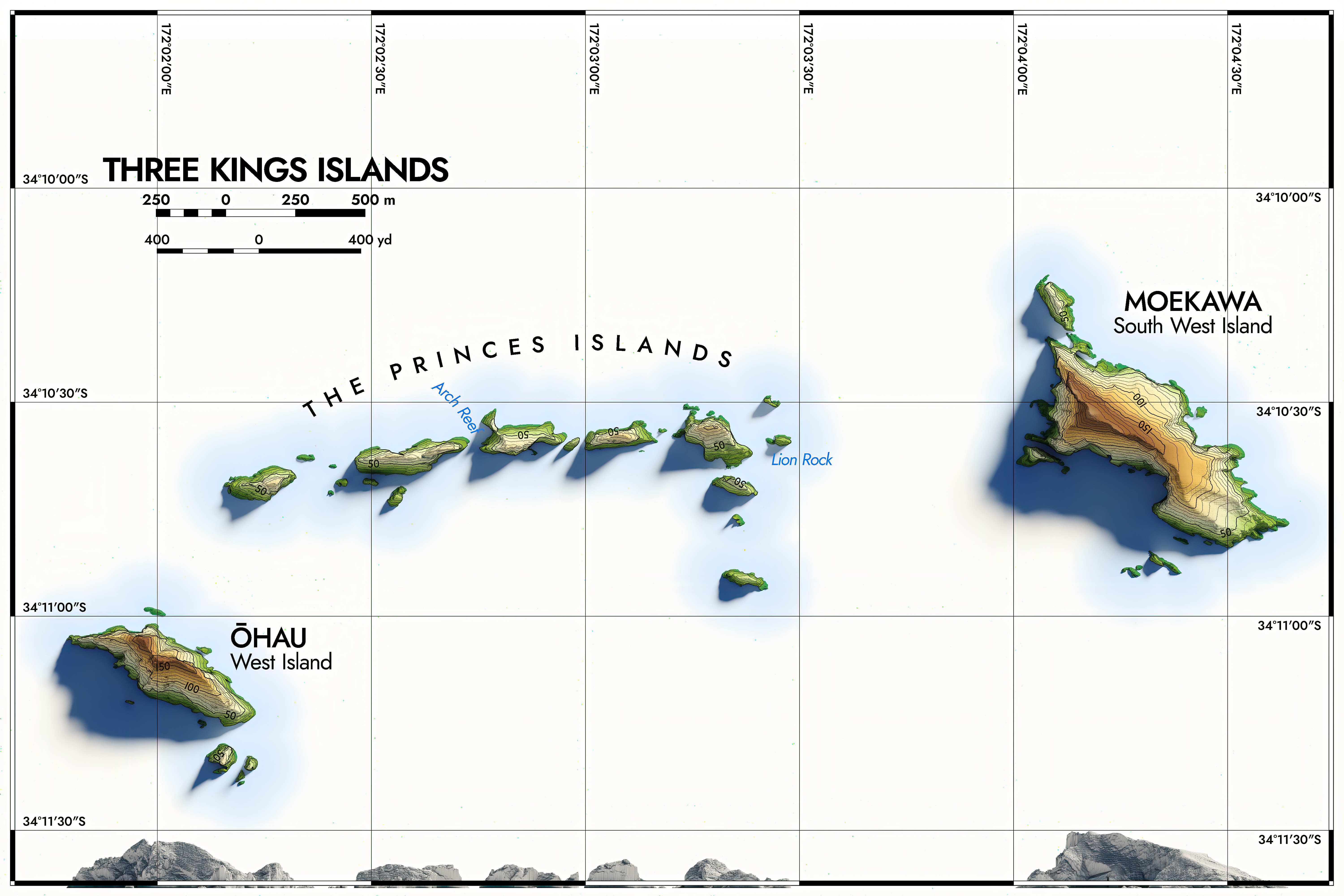
Kaart van de oostelijke eilanden van de Manawatawhi archipel

## Archeologie en geschiedenis
Het traditionele verhaal van de prehistorische aanwezigheid op de Three Kings Islands is omgeven door beperkte historische verslagen, die weinig inzicht bieden in de levensstijl en activiteiten van de eerste bewoners. Tom Bowline, de laatst bekende Maori-bewoner, vertelde dat er ooit ongeveer honderd mensen op de eilanden woonden, geleid door Toumaramara. Tragisch genoeg werd deze gemeenschap aan het eind van de achttiende eeuw aangevallen en afgeslacht door een groep Aupouri onder leiding van Taiakiaki (Cheeseman 1888).
De Europese waarnemingen die minstens een eeuw aan deze ongelukkige gebeurtenis voorafgingen, geven een idee van de moeilijkheden die de ontdekkingsreizigers tegenkwamen. In januari 1643 liet Abel Tasman het anker vallen voor de eilanden en probeerde aan land te gaan, maar hij werd geconfronteerd met vijandigheid van de lokale Maori bevolking. Het dagboek van Tasman vermeldt de afwezigheid van bewoning, met uitzondering van zoet water in de Tasman Valley. Latere Europese bezoeken van Marion du Fresne in 1772 en d'Entrecasteaux in 1799 leverden verdere observaties over de bewoners en activiteiten van de eilanden (Heeres 1898; Roth 1891).
Tussen 1800 en 1830 bezochten groepen Aupouri af en toe de Drie Koningen, maar er vond in deze periode geen permanente vestiging plaats. Pas in de jaren 1830 vestigden Tom Bowline en zijn familie, afstammelingen van Toumaramara, zich op Great Island, waar ze grote tuinen aanlegden. Tegen 1840 hadden de laatste Maori-bewoners de Three Kings echter verlaten (Cheeseman 1888).
De introductie van geiten in de negentiende eeuw had een grote invloed op de vegetatie en archeologische kenmerken van het eiland. Fraser registreerde de eerste archeologische overblijfselen in 1929, terwijl Archey, in 1948, fragmenten van gesneden totara en kistkisten uit grafgrotten documenteerde. Latere bezoeken en waarnemingen door archeologen, zoals Ian Lawlor in 1979, leverden gedetailleerde plattegronden van metselwerk in verschillende valleien (Fraser 1929; Archey 1948).
Recentere waarnemingen werden gedaan tijdens bezoeken georganiseerd door de Offshore Islands Research Group in december 1982 en november-december 1983. Tijdens deze bezoeken werden de archeologische kenmerken van North East Island, Great Island, Tasman Valley, Castaway Valley en andere vindplaatsen gedocumenteerd (Offshore Islands Research Group).
Interpretatie van het archeologische bewijs suggereert dat prehistorische Maori uitgebreid gebruik maakten van de Three Kings Islands voor cultuur, bewoning en visserij. De afwezigheid van verdedigingswerken impliceert dat de Maori de natuurlijke isolatie en verdedigingswerken van de eilanden voldoende achtten om zichzelf te beschermen.
Hayward voerde in 1985 een uitgebreid archeologisch onderzoek uit op de Three Kings Islands, dat waardevolle informatie opleverde over het prehistorische gebruik van de eilanden door de Maori. Het onderzoek richtte zich op verschillende vindplaatsen op Great Island, South West Island, Princes Islands en West Island. De blootgelegde archeologische kenmerken werpen een licht op verschillende aspecten van het prehistorische leven, waaronder woningen, gewassen en hun invloed op de biota.
Op Great Island toonde de Tasman Valley aanzienlijke bewijzen van prehistorische activiteit. Archeologische kenmerken, waaronder stenen palen en langgerekte terrassen, werden in de boven- en middenloop van de vallei waargenomen. Eerdere waarnemingen door Fraser (1929<, cit. opt.) suggereerden een aanzienlijk gebied van prehistorische cultivering, geschat op ongeveer 30 hectare. Daarnaast werden er vindplaatsen met rechtlijnige greppels en kleinere, verspreide terrassen gevonden, wat duidt op gediversifieerde patronen van landgebruik.
De grootste concentratie stenen en terrassen is te vinden in de Castaway Valley op Great Island. De helling van de heuvel had talrijke terrassen met stenen steunmuren, wat wijst op intensieve landaanpassing voor de teelt. Identificeerbare prominente terrassen suggereren de aanwezigheid van woningen in dit gebied.
Het noordoostelijke deel van Great Island, met name de hellingen boven South East Bay, vertoont kleine terrassen en verspreide schelpafzettingen, wat wijst op mogelijke bewoningslocaties. De afwezigheid van verdedigingswerken op de eilanden suggereert dat de Maori-bevolking vertrouwde op de natuurlijke isolatie en verdediging die het landschap bood.
West East Island, het op één na grootste eiland van de groep, heeft archeologische kenmerken op de zuidelijke heuvelrug, waaronder kunstmatige terrassen met stenen steunmuren. De moeilijke topografie en beperkte toegangspunten van West Island suggereren dat het gebruikt kan zijn voor tijdelijke activiteiten, misschien tijdens het seizoen van de schapenjacht.
De Prinseseilanden, rotsachtige eilandjes tussen Zuidwest- en West-eilanden, hebben geen belangrijke archeologische sporen opgeleverd. Hoewel landingen aan de noordkant van sommige eilandjes mogelijk waren, werden er geen overtuigende vondsten gerapporteerd door het onderzoeksteam van 1983.
Hayward's interpretatie van de archeologie benadrukte belangrijke aspecten van het prehistorische leven op de Three Kings Islands. De afwezigheid van verdedigingswerken duidt op de afwezigheid van bedreigingen en de verspreiding van archeologische kenmerken duidt op strategisch gebruik van het landschap voor cultivering en bewoning.
Het archeologische bewijs suggereert dat de prehistorische Maori bevolking op Three Kings Islands waarschijnlijk beperkt was, met een geschatte populatie van minder dan 100 individuen. De invloed van hun activiteiten op de biota, met name de intensieve kaalkap van de kustbossen, heeft blijvende ecologische gevolgen gehad, die hebben geleid tot de afname en het mogelijk uitsterven van inheemse planten- en diersoorten.

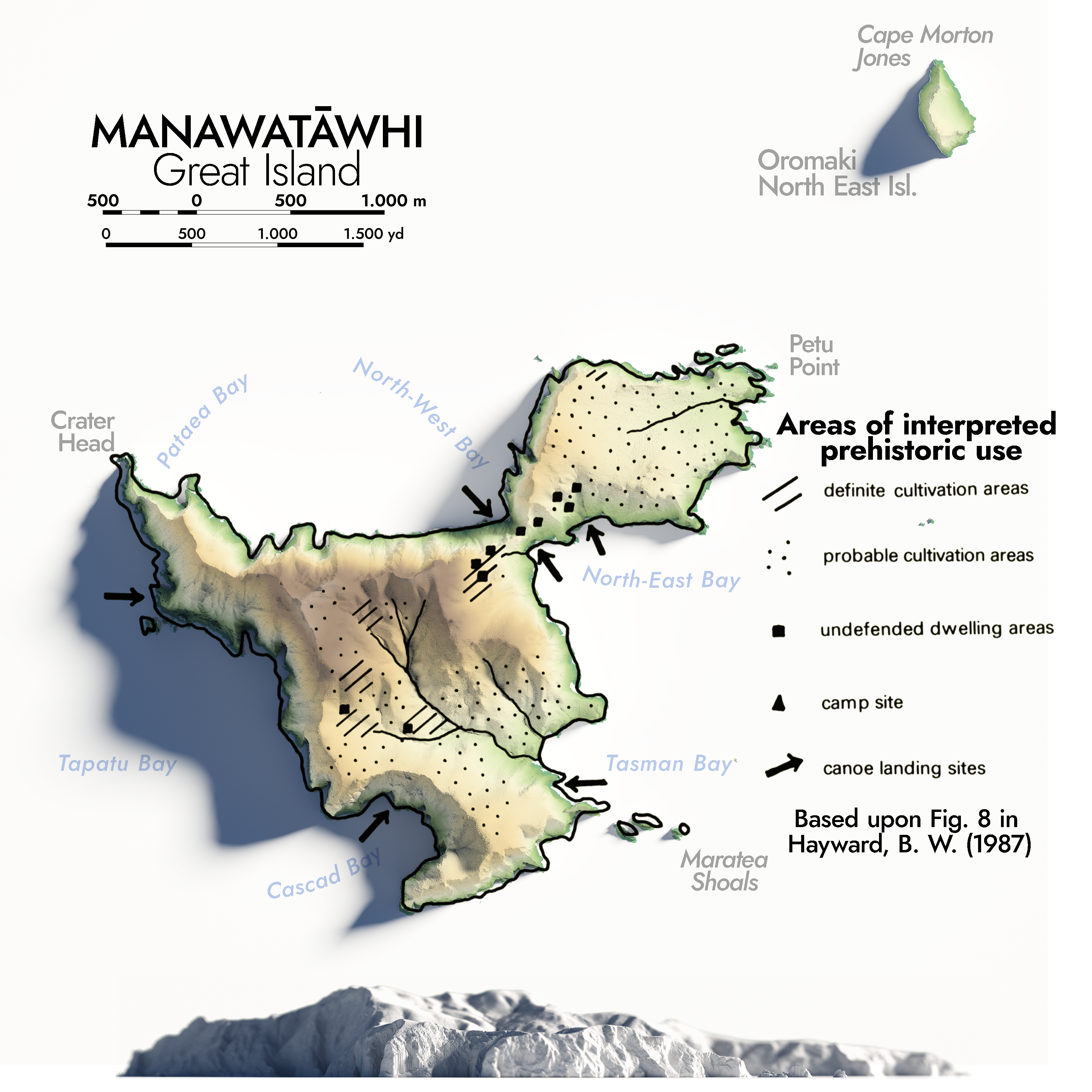
Kaart met gebieden van geïnterpreteerd prehistorisch gebruik, overlay van Fig. 8 van Hayward, B. W. (1987) op een moderne kaart.

Hayward's nauwgezette studie, gebaseerd op historische documenten en veldwaarnemingen, geeft inzicht in de prehistorische aanwezigheid van de Maori op de Three Kings Islands, waarbij de nadruk ligt op hun vermogen om zich aan te passen aan de harde omgeving van het eiland.
De vroege rapporten en waarnemingen van Fraser (1929), waaronder ideeën over de wijdverspreide aard van archeologische kenmerken, bieden een waardevolle historische context voor het onderzoek. De aanwezigheid van grafgrotten op Great Island, gerapporteerd door Archey (1948, cit opt.), biedt verdere archeologische diepte, met de ontdekking van totara houtsnijwerk en menselijke resten.
Baylis draagt in 1948 bij aan het begrip van de vegetatie van Great Island en biedt inzicht in de ecologische context van prehistorische Maori-activiteiten. Cheeseman's gedetailleerde aantekeningen, tussen 1888 en 1891 op de Three Kings Islands bieden historische perspectieven op de flora en fauna van de eilanden en bieden een vergelijkend perspectief voor het beoordelen van ecologische veranderingen in de loop van de tijd.
La Pérouse's historische verslag (in 1799), waarin een reis rond de wereld wordt verteld, geeft een glimp van hoe de eilanden er aan het einde van de achttiende eeuw uitzagen. Er wordt verwezen naar vroege Europese documenten en traditionele Maori-geschiedenis, die worden genoemd bij de interpretatie van de prehistorische bevolkingsdynamiek, zonder dat ze expliciet worden geciteerd. Deze bronnen dragen bij aan een breder historisch en ecologisch begrip van de Three Kings Islands.